# Cinqfontaines
Cinqfontaines (en luxemburguès: Pafemillen; alemany: Fünfbrunnen) és una vila de la comuna de Wincrange, situada al districte de Diekirch del cantó de Clervaux. Està a uns 56 km de distància de la ciutat de Luxemburg.

## Història
El poble consta d'un monestir i uns pocs edificis. Es va fer conèixer com l'únic lloc d'internament per a jueus durant l'ocupació nazi de Luxemburg. Des de 1941 es trobava la «casa vella del poble jueu» al monestir, darrere el nom de la qual era en realitat un camp de trànsit per a deportacions als camps de concentració i extermini. Als terrenys del monestir avui es troba un monument realitzat per Lucien Wercollier i un una placa informativa sobre la deportació i assassinat de jueus a Luxemburg.